# Кримп, Дуглас
Джон Дуглас Кримп (англ. John Douglas Crimp;18 августа 1944, Кёр-д’Ален, Айдахо — 5 июля 2019, Нью-Йорк, Нью-Йорк) — американский историк искусства, критик, куратор и активист борьбы со СПИДом. Был известен своим научным вкладом в области постмодернистских теорий и искусства, институциональной критики, танца, кино, квир-теории и феминистской теории. Его труды отмечены убежденностью объединить часто разобщенные миры политики, искусства и научных кругов. С 1977 по 1990 год он был главным редактором журнала «Октябрь». До своей смерти Кримп был профессором истории искусств Фанни Кнапп Аллен и профессором визуальных и культурных исследований в Университете Рочестера.

## Молодость и образование
Кримп родился в семье Дорис и Джона Картера Кримп и вырос в Кер-д’Алене, штат Айдахо. Кримп поступил в Университет Тулейна в Новом Орлеане на стипендию для изучения истории искусств. Его карьера началась после переезда в Нью-Йорк в 1967 году, где он работал помощником куратора в Музее Соломона Р. Гуггенхайма и искусствоведом, писал для Art News и Art International. В 1967 году Кримп недолго работал у кутюрье Чарльза Джеймса, помогая ему систематизировать свои бумаги для написания мемуаров.
С 1971 по 1976 год Кримп преподавал в Школе изобразительных искусств, затем поступил в аспирантуру в аспирантуре в КУНИ, где изучал современное искусство и теорию у Розалинды Краусс. В 1977 году он стал главным редактором журнала October, который был основан Розалиндой Краусс, Аннет Майкельсон и Джереми Гилберт-Рольфе в 1976 году. Его быстро назначили соредактором, и он был центральной фигурой в журнале, пока не ушел в 1990 году.
Вскоре после того, как он покинул Октябрь, Кримп преподавал изучение геев в колледже Сары Лоуренс. В 1992 году он начал преподавать по программе визуальных и культурных исследований в Университете Рочестера, где он был профессором истории искусств Фанни Кнапп Аллен.

## Работа
Кримп был важным критиком в развитии теории постмодернистского искусства. В 1977 году он курировал влиятельную выставку Pictures в Artists Space, на которой были представлены ранние работы Шерри Левин, Джека Голдштейна, Филипа Смита, Троя Браунтача и Роберта Лонго. Два года спустя он развил обсуждение постмодернистских художественных стратегий в эссе с тем же названием в октябре, включив Синди Шерман в то, что стало известно как «Поколение картин». В своем эссе о руинах музея в октябре 1980 года он применил идеи Фуко к анализу музеев, описав их как «учреждение заключения», сравнимое с приютами и тюрьмами, которые являются объектами исследований Фуко. Его эссе о постмодернистском искусстве и институциональной критике были опубликованы в книге 1993 года О руинах музея.
В 1985 году Кримп был одним из многочисленных искусствоведов, кураторов и художников, которые выступали на слушаниях Администрации общего обслуживания в защиту спорной публичной скульптуры Ричарда Серры «Наклонная дуга», которая была заказана в качестве отдельного объекта для Федерал Плаза в Нью-Йорке и в конечном итоге была удалена в 1989 году.
В 1987 году Кримп отредактировал специальный октябрьский выпуск «СПИД» под названием «СПИД: культурный анализ/культурная активность». В своем введении к изданию Кримп выступал за «культурные практики, активно участвующие в борьбе со СПИДом и его культурными последствиями». В это время он был активным членом группы активистов борьбы со СПИДом ACT UP в Нью-Йорке. Траур и воинственность (1989) обсуждает связи между художественными изображениями траура и политическими вмешательствами воинственности. Кримп утверждает, что этим двум противоположным позициям следует позволить сосуществовать. В 1990 году он опубликовал книгу под названием «Демонстрационная графика СПИДа», посвященную активистской эстетике ACT UP вместе с Адамом Ролстоном. Работа Кримпа по СПИДу была расценена как важный вклад в развитие квир-теории в США. В 2002 году Кримп опубликовал все свои предыдущие работы по СПИДу в книге «Меланхолия и морализм — очерки о СПИДе и квир-политике». Ученая-феминистка Диана Фусс и культурный критик Филипп Брайан Харпер призвали Кримпа опубликовать свои заметки «за ужином одним летним вечером».
В 2016 году Кримп опубликовал свои мемуары перед картинами об отношениях между миром искусства и миром геев в Нью-Йорке в 1960-х и 1970-х годах. Книга начинается в его родном городе в Айдахо, откуда он сбегает в Нью-Йорк, чтобы написать критику для ARTnews, работая в Музее Соломона Р. Гуггенхайма. Работая помощником куратора в музее Гуггенхайма, Кримп отмечает, что он был одним из немногих, кто видел скульптуру Даниэля Бюрена до того, как ее забрали из музея. Кримп подробно рассказывает о своих днях, проведенных в отеле «Челси» Чарлза Джеймса, о том, как он проводил вечера за просмотром фильмов и балета, а также о соучредителе журнала «Октябрь». Кримп также описывает ночную жизнь Нью-Йорка в 1960-х и 1970-х годах во время расцвета гаражной, хаусной и диско-музыки, рекреационных наркотиков и поздних вечеров вместе с толпой Уорхола в Канзас-Сити Макса. Позже Кримп описывает, как он начал сосредотачивать свое внимание на деятельности, посвященной переосмыслению СПИДа.

## Смерть
Кримп умер от множественной миеломы в своем доме на Манхэттене 5 июля 2019 года.

### Книги
- Кримп, Дуглас, Дуглас, ред. (1988). СПИД: Культурный анализ/Культурная активность. Кембридж, Массачусетс: Издательство Массачусетского технологического института. ISBN 9780262031400.
- ВСПОМОГАТЕЛЬНАЯ Демонстрационная графика. Сиэтл: Bay Press, 1990 (совместно с Адамом Ролстоном) ISBN 978-0941920162
- На развалинах музея. Кембридж, Массачусетс: MIT Press, 1993 ISBN 9780262032094
- Меланхолия и морализм — Эссе о СПИДе и странной политике. Кембридж, Массачусетс: MIT Press, 2002 ISBN 9780262032957
- «Наш вид кино»: Фильмы Энди Уорхола. Кембридж, Массачусетс: MIT Press, 2012 ISBN 9780262017299
- Перед Картинками. Чикаго, Иллинойс: Издательство Чикагского университета, 2016 ISBN 9780226423456
- Танец, Танцевальный Фильм. Нью-Йорк: Издательство «Танцующие лисы»/Галерея Бухгольц (выйдет летом 2021 года) ISBN 978-1733688949

### Эссе
- «Фотографическая активность постмодернизма», Октябрь, том 15 (зима 1980), стр. 91-101.
- «Фассбиндер, Франц, Фокс, Эльвира, Эрвин, Армин и все остальные», Октябрь, том 21 (Лето 1982), стр. 62-81.
- «СПИД: культурный анализ/культурная активность», Октябрь, том 43 (Зима 1987), стр. 3-16.
- «Траур и воинственность», Октябрь, том 51 (зима 1989 года), стр. 3-18.
- «Получение Уорхола, которого мы заслуживаем», Социальный текст, том 17, № 2 (Лето 1999), стр. 49-66.
- «Ивонн Райнер, любовница Муциза», Серая комната, том 22 (зима 2006), стр. 49-67.
- «Мерс Каннингем: танцоры, произведения искусства и люди в галереях», Международный Артфорум, том 47, № 2 (октябрь 2008), стр. 347—355, 407, 410.
- «Вы все еще можете увидеть ее: Искусство Триши Браун», Международный форум искусств, том 49, № 5 (январь 2011), стр. 154—159, 242.

### Интервью
- Кэти Карут и Томас Кинан: «Кризис СПИДа еще не закончился»: Беседа с Греггом Бордовицем, Дугласом Кримпом и Лаурой Пински. Американский имаго, том 48, № 4 (зима 1991 г.), стр. 539—556.
- Тина Такемото: Меланхолия СПИДа: Интервью с Дугласом Кримпом Art Journal, 2003.
- Матиас Данболт: Передняя комната Задняя комната: Интервью с Дугласом Кримпом в Trikster — Nordic Queer Journal № 2, 2008.

### Критические исследования и обзоры
- Уилсон, Джейк (апрель 2013). «Локти на коленях». Австралийское книжное обозрение. 350: 44. Рецензия на «Наш вид кино».